# Mala kokošina
Mala kokošina (lat. Megapodius laperouse) je vrsta ptice iz roda Megapodius, porodice kokošina koja živi na otocima zapadnog Tihog oceana. Staništa su joj guste šume. Procjenjena populacija joj je 2000-2500 jedinki. Može biti nađena u otočnoj državi Palau, te Sjevernomarijanskim otocima chain, s nekoliko stotina jedinki u Sariganu. Navodno, nedavno je manja populacija ove ptice uvedena na Saipan.
Mala kokošina je zdepasta ptice srednje veličine, duga je 38 centimetara. U pojavi je uglavnom tamno-smeđe do crne boje. Glava joj je svjetlija nego tijelo, te ima blijedo-sivu ćubu, žut kljum, te crvenu golu kožu na licu. Velike noge i stopala su prljavo-žute boje. Nekad je ljudi miješaju s tamnim oblikom divlje kokoši.
Često je tiha i tajanstvena, ali postaje relativno pripitomljena na nastanjenim otocima gdje je zaštićena od smetnji. Svejed je, te jede brojnu hranu koju nađe na šumskom tlu.  Mikronezijska kokošina i neke druge kokošine su jedine ptice koje inkubiraju jaja koristeći vulkanske izvore. Posjećuje nasip s jajima nekoliko puta dnevno.
Mala kokošina (Megapodius laperouse) latinski naziv je dobila u sjećanje na francuskog istraživača koji se zvao Jean-François de Galaup, comte de Lapérouse.

## Vanjske poveznice
- BirdLife Species Factsheet.  Arhivirana inačica izvorne stranice od 2. siječnja 2009. (Wayback Machine)
- IUCN Crveni popis ugroženih vrsta[neaktivna poveznica]